# Communes de la wilaya de Mascara
Pour les autres communes, voir Liste des communes d'Algérie.
Liste des communes de la Wilaya algérienne de Mascara par ordre alphabétique :
1. Aïn Fares
2. Aïn Fekan
3. Aïn Ferah
4. Aïn Fras
5. Alaïmia
6. Aouf
7. Beniane
8. Bou Hanifia
9. Bou Henni
10. Chorfa
11. El Bordj
12. El Gaada
13. El Ghomri
14. El Guettana
15. El Keurt
16. El Menaouer
17. Ferraguig
18. Froha
19. Gharrous
20. Guerdjoum
21. Ghriss
22. Hachem
23. Hacine
24. Khalouia
25. Makdha
26. Mamounia
27. Maoussa
28. Mascara
29. Matemore
30. Mocta Douz
31. Mohammadia
32. Nesmoth
33. Oggaz
34. Oued El Abtal
35. Oued Taria
36. Ras El Aïn Amirouche
37. Sedjerara
38. Sehailia
39. Sidi Abdeldjebar
40. Sidi Abdelmoumen
41. Sidi Kada
42. Sidi Boussaid
43. Sig
44. Tighennif
45. Tizi
46. Zahana
47. Zelmata